# Автошлях E603
Європейський шлях Е 603 — європейська дорога класу B у Франції, що з'єднує міста Сент і Лімож.

## Маршрут
- Франція
  - E602 Сент
  - E606 Ангулем
  - E09 Лімож